# Janusz Sikorski (tłumacz)
Janusz Paweł Sikorski (ur. 1943, zm. 24 lipca 2024) – polski germanista, doktor habilitowany nauk humanistycznych, tłumacz.

## Życiorys
W 1966 r. ukończył studia filologii germańskiej na Uniwersytecie im. Adama Mickiewicza w Poznaniu, w 1981 r. doktoryzował się na podstawie pracy zatytułowanej Stilprägung im Prozeß der künstlerischen Übersetzung, w 2014 r. habilitował się za pracę pt. Korrektive Phonetik. Ein theoretischer Ansatz. Był zatrudniony na Uniwersytecie Śląskim w Katowicach i na Uniwersytecie Warszawskim.